# 1425
1425 (MCDXXV) fue un año común comenzado en lunes del calendario juliano.

## Acontecimientos
- Blanca I de Navarra, reina de Navarra.
- Pekín, capital de China, se convierte en la ciudad más grande del mundo, a la cabeza de Nankín (fecha estimada).
- Se funda la Universidad Católica de Lovaina, Bélgica.
- Masaccio pinta Trinidad (Masaccio).
- Juan VIII Paleólogo es coronado Emperador Bizantino.

## Nacimientos
- 5 de enero - Enrique IV de Castilla.
- 2 de febrero - Leonor de Foix, futura reina de Navarra
- 14 de febrero - Pandolfo Petrucci, tirano de Siena († 1512).
- Edmund Sutton, noble Inglés (1483)
- Juan II, duque de Lorena (1470)

## Fallecimientos
- 21 de julio - Manuel II Paleólogo, emperador bizantino (1391-1425)
- Fray Hernando de Valencia, regidor de Zamora y fundador del monasterio de Nuestra Señora de Montamarta.